# Inundación de San Félix
Se conoce por los nombres de inundación de San Félix (Sint-Felixvloed en neerlandés) y Sábado Maléfico (Quade Saterdach) a la anegación por las aguas de extensos territorios de Flandes y Zelanda ocurrida el 5 de noviembre de 1530, festividad de San Félix.
Murieron más de 100 000 personas. El maremoto también destruyó la isla de Noord-Beveland; según la historia, solo se podía ver el campanario de Kortgene sobre las olas. Noord-Beveland no se perdió para siempre: en las décadas siguientes, la isla se recuperó en el mar.
Esta inundación es recordada como una de las peores que han sufrido los Países Bajos.